# Organometallics
Organometallics je dvonedeljni časopis koji objavljuje Američko hemijsko društvo. Ovaj časopis je usredsređen na organometalnu hemiju, kao i organometaloidnu hemiju. Ovaj recenzirani časopis ima faktor impakta od 4.126 po izveštaju Journal Citation Reports iz  2014. godine izdavačke kuće Thomson Reuters.
Glavni urednik je Paul J. Chirik od januara 2015.